# Matinha (kommun)
Matinha är en kommun i Brasilien.   Den ligger i delstaten Maranhão, i den nordöstra delen av landet, 1 400 km norr om huvudstaden Brasília. Antalet invånare är 21 832.
Följande samhällen finns i Matinha:
- Matinha

Omgivningarna runt Matinha är en mosaik av jordbruksmark och naturlig växtlighet. Runt Matinha är det ganska glesbefolkat, med 50 invånare per kvadratkilometer.